# Los Pitufos (serie de televisión de 1981)
Los Pitufos (The Smurfs en el original estadounidense) es una serie de televisión animada de Hanna-Barbera producida entre 1981 y 1990, basada en Los Pitufos (en el original francés, Les Schtroumpfs), una serie de cómic franco-belga creada por el historietista Peyo para el semanario Le Journal de Spirou en 1958. Tiene la peculiaridad de ser una de las más extensas realizadas por este estudio de animación y una de las series animadas estadounidenses de las que más episodios se han realizado, siendo superada únicamente por Los Picapiedra, Scooby Doo y Los Simpson. La serie fue producida por Hanna-Barbera en Estados Unidos y se emitió desde 1981 hasta 1990 por la cadena NBC durante los sábados por la mañana.

## Reparto
| Personaje             | Actor/actriz de voz                    |
| --------------------- | -------------------------------------- |
| Papá Pitufo           | Don Messick                            |
| Pitufina              | Lucille Bliss                          |
| Pitufo Armonía        | Hamilton Camp                          |
| Pitufo Bromista       | June Foray                             |
| Pitufo Filósofo       | Danny Goldman                          |
| Pitufo Fortachon      | Frank Welker                           |
| Pitufo Genio          | Michael Bell                           |
| Pitufo Goloso         | Hamilton Camp                          |
| Pitufo Gruñón         | Michael Bell                           |
| Pitufo Granjero       | Alan Young                             |
| Pitufo Pintor         | Bill Callaway                          |
| Pitufo Poeta          | Frank Welker                           |
| Pitufo Sastre         | Kip King                               |
| Pitufo Perezoso       | Michael Bell                           |
| Pitufo Tontin         | Bill Callaway                          |
| Pitufo Vanidoso       | Alan Oppenheimer                       |
| Pitufo Soñador        | Don Messick                            |
| Gargamel              | Paul Winchell                          |
| Omnibus, el gran mago | Alan Oppenheimer                       |
| Abuelo Pitufo         | Jonathan Winters                       |
| Nanny                 | Susan Blu                              |
| Hogatha, la Bruja     | Janet Waldo                            |
| Bebe Pitufo           | Paul Winchell (inicio) Julie McWhirter |
| Juan                  | Michael Bell                           |
| Guillermo             | Frank Welker                           |
| Rey Gerald            | Phil Proctor                           |
| Madre Naturaleza      | June Foray                             |
| Padre Tiempo          | Alan Oppenheimer                       |
| Baltazar, el brujo    | Keene Curtis                           |
| Escrúpulos            | Brenda Vaccaro                         |
| Gigantón              | Lennie Weinrib                         |
| Princesa Sabina       | Jennifer Darling                       |
| Dama Barbara          | Linda Gary                             |
| Rey Gnomo             | Kenneth Mars                           |
| Natural               | Charles Adler                          |
| Travieso              | Pat Musick                             |
| Triston               | Noelle North                           |
| Sassette              | Julie McWhirter                        |
| Narración             | Paul Kirby                             |

## Banda sonora
La música en esta serie de dibujos animados producida por Hanna-Barbera juega un papel fundamental como elemento dramático. Fue cuidadosamente seleccionada, incluyendo variaciones de fragmentos de diferentes piezas clásicas como sellos distintivos o leitmotiv para describir situaciones específicas. Entre las más populares se cuentan: "Morning Mood" de Peer Gynt de Edvard Grieg, la cual denota una transición apacible de un amanecer en la aldea, y de esta misma obra "In the hall of the Mountain King" distinguiría a Gargamel al acecho. La ermita de Gargamel se identifica con Scheherazada de Rimski-Kórsakov, y en su interior se prosigue con el primer movimiento de la Octava Sinfonía de Franz Schubert, llamada "Inconclusa".
La popular, en su momento, "Canción de los Pitufos" ("Viven en un país / que está lejos de aquí / Pitufos les dirás / pues te harán pitufar...") no es interpretada como tal al principio de la serie de Hanna-Barbera, pero sí una versión reducida de la misma con idéntico ritmo y letra variada, ya que las estrofas finales "Nosotros la tendremos / Y siempre ganaremos / Los azulitos gnomos / los pitufitos somos" no aparecen en la canción original. Con la misma música, en España la letra decía ("En un bello país / que muy lejos está /existe una ciudad /pitufa de verdad..."). En la versión francesa, la canción de la entrada es interpretada por Dorothée, una presentadora de programas para niños en la televisión en los años 90.
Otro aspecto distinto es el hoy olvidado cantante holandés Pierre Kartner "Padre Abraham" que en los años 1980 sacó canciones en castellano y en otros idiomas sobre estos personajes. Con aspecto de rabino salía al escenario acompañado de marionetas con forma de pitufos e interpretaba con ellos diálogos musicales. En España se editó el disco Ring, ring. Como curiosidad, en "El falso pitufo" en la que Hogata se ha transformado en uno para destruir la aldea, esta se ve obligada a participar en un baile conjunto, que acaba desastrosamente, aunque no llegan a identificarle en ese momento. La letra de la canción que podemos leer en la historieta corresponde a una canción del Padre Abraham "De dónde llegáis a mí/ Del país de Pitufín/ Por qué sois de tono azul/ Porque no hay viento del sur/ Tocáis alguna tonada/ Con una flauta encantada" (en la viñeta ya no continúa).
La serie Oye Mira, proyecto conjunto de la editorial Bruguera y la casa discográfica Discos Belter, en 1981 dedicó el número 2 de la misma (revista y cinta de audio) a los personajes, con el título "La flauta de los pitufos".